# Communard (apéritif)
Pour les articles homonymes, voir Communard (homonymie) et Cardinal.
Un communard ou cardinal est un apéritif semblable au kir où un vin rouge remplace le vin blanc. Il prend son nom du patois bourguignon où le cassis était appelé « le commun ».

## Apéritif bourguignon
Apéritif typiquement bourguignon, le communard est l'une des variantes du kir, dont il reprend les proportions actuelles (un cinquième de crème de cassis, quatre cinquièmes de vin rouge qui est généralement un pinot noir de Bourgogne). C'est un short drink sec, servi sans glace, qui se déguste à tout moment.

## Deux versions
Il existe sous deux versions. Avec un bourgogne rouge, à base de pinot noir, c'est un « cardinal » ; avec un beaujolais (gamay), il reste « communard ». Cet apéritif réalisé de préférence avec un vin rouge régional accepte tout vin rouge léger qui ne dénature pas le cassis. Il peut être à base de vin de pays du Gard ou de rouge de Bordeaux. Le tout, c'est qu'il reste un apéritif simple, fort en saveur et en couleur, au nez très frais.

## Appellations mystérieuses
Contrairement au kir, dont le nom vient de Félix Kir, le chanoine de Dijon, les deux noms de cette variante sont plus mystérieux, tout en admettant que cet apéritif a été baptisé « cardinal », pour sa robe évoquant la pourpre cardinalice et « communard », pour sa couleur évoquant le drapeau rouge de la Commune de Paris.